# Isländische Badmintonmeisterschaft 1975
Die Isländische Badmintonmeisterschaft 1975 fand vom 3. bis zum 4. Mai 1975 in der Laugardalshöll in Reykjavík statt. Es war die 27. Auflage der nationalen Titelkämpfe von Island im Badminton.

## Finalresultate
| Disziplin    | Sieger                                      | Finalist                               | Ergebnis          |
| ------------ | ------------------------------------------- | -------------------------------------- | ----------------- |
| Herreneinzel | Haraldur Kornelíusson                       | Friðleif Stefánsson                    | 15-5, 15-8        |
| Dameneinzel  | Lovísa Sigurðardóttir                       | Svanbjörg Palsdóttir                   | 11-6, 11-1        |
| Herrendoppel | Haraldur Kornelíusson Steinar Petersen      | Sigfús Ægir Árnason Ottó Guðjónsson    | 15-5, 15-6        |
| Damendoppel  | Hanna Lára Palsdóttir Lovísa Sigurðardóttir | Erla Fridriksdóttir Erna Franklin      | 15-2, 15-3        |
| Mixed        | Haraldur Kornelíusson Hanna Lára Palsdóttir | Steinar Petersen Lovísa Sigurðardóttir | 15-8, 8-15, 15-10 |